# Roberto Gerardi
Roberto Gerardi (18 octobre 1919 - 1995) est un directeur de la photographie italien.

## Biographie
Né à Rome, Gerardi commence sa carrière en tant qu'assistant de Carlo Montuori, puis comme opérateur assistant d'Anchise Brizzi, avec qui il a travaillé sur un des films majeurs du néoréalisme italien de Vittorio De Sica, Sciuscià. Il fait ses débuts en tant que directeur de la photographie en 1957 avec le film Responsabilité limitée (I colpevoli) de Turi Vasile, dans lequel il expérimente un système de caméra innovant, avec l'utilisation simultanée de trois caméras pour suivre différents plans pour les scènes de longue durée.
Après avoir accompagné Giuseppe Rotunno dans La Grande Guerre (1959), il travaille au début des années 1960 avec des réalisateurs tels que Damiano Damiani, mais aussi pour des co-productions internationales telles que Madame Sans-Gene de Christian-Jaque ou Les Séquestrés d'Altona de Vittorio De Sica. Dans la deuxième partie des années 1960 il travaille sur des adaptations littéraires telles que Mademoiselle De Maupin de Mauro Bolognini ou Don Giovanni in Sicilia d'Alberto Lattuada. Il est également actif dans les comédies italiennes, dans lesquelles il adopte un style cinématographique spécifique caractérisé par un « usage brillant de la couleur et de la lumière »
Les années 1970 marquent le début d'un déclin de sa carrière, qui s'oriente vers des productions plus populaires et moins ambitieuses. Pendant ces années il travaille régulièrement pour des réalisateurs comme Fernando Di Leo et Giorgio Capitani.

## Filmographie
- 1946 : Sciuscià (assistant)
- 1955 : La Fille du fleuve (avec Otello Martelli)
- 1957 : Responsabilité limitée (I colpevoli)
- 1959 : La Grande Guerre de Mario Monicelli
- 1959 : Un homme facile (Un uomo facile) de Paolo Heusch
- 1959 : Esterina de Carlo Lizzani
- 1960 : Flagrant Délit de Giuseppe De Santis
- 1960 : La Novice d'Alberto Lattuada
- 1961 : L'Imprévu d'Alberto Lattuada
- 1961 : Madame Sans-Gêne de Christian-Jaque
- 1962 : Les Séquestrés d'Altona de Vittorio De Sica
- 1967 : Mademoiselle de Maupin de Mauro Bolognini
- 1967 : Don Giovanni in Sicilia d'Alberto Lattuada
- 1968 : La nuit est faite pour... voler (La notte è fatta per... rubare) de Giorgio Capitani
- 1970 : La Califfa d'Alberto Bevilacqua
- 1971 : La Betìa ovvero in amore, per ogni gaudenza, ci vuole sofferenza
- 1974 : Les Derniers Jours de Mussolini
- 1975 : Double Jeu (Der Richter und sein Henker) de Maximilian Schell
- 1978 : Diamants de sang
- 1984 : La Race des violents